# Speidl Zoltán (játékvezető)
Speidl Zoltán (Losonc, 1880. március 17. – Budapest, 1917. július 3.) magyar nemzeti labdarúgó-játékvezető, olimpikon atléta. Joghallgatóként államtudományi doktorátust szerzett. A MÁV budapesti központjában titkár, fogalmazó, sportújságíró.

## Pályafutása

### Sportolóként
A XIX. század végén kibontakozó sportmozgalmak egyik lelkes, sokoldalú híve. Kiváló atléta. Az 1900. évi nyári olimpiai játékokon a 800 méteres síkfutásban ötödik helyezett volt. Indult a 400 méteres síkfutásban és a 200 méteres gátfutásban is, de ezekben nem ért el olimpiai pontot érő helyezést. 1897-ben 100 yardon bronzérmes, 1901-ben 440 yardon országos bajnok. 1900–1902 között 1000 m-es síkfutásban háromszoros osztrák bajnok. Joghallgató korában a BEAC főtitkára és a labdarúgócsapat kapitánya. Tanulmányait befejezve a MÚE egyesület tagja.

### Nemzeti játékvezetés
A magyar labdarúgás kezdetén 1897–1904 között az első hazai – nem vizsgázott – bírók egyike. Az új sportág iránti elkötelezettségével vállalta, hogy az egymás után alakuló labdarúgó-egyesületek felkészülési, illetve barátságos mérkőzésein BEAC, majd MÚE csapat-bíróként segítette a játékot. A játékosoktól való megkülönböztetés miatt a korabeli bírók nemzetiszín karszalagot viseltek ruházatuk felett. Korabeli irodalom szerint 1901–1904 között az egyik legjobb bíró. Küldési gyakorlat szerint rendszeres partbírói szolgálatot is végzett. NB I-es mérkőzéseinek száma: 1. 
| Időpont           | Helyszín                    | Mérkőzés típusa                         | Mérkőzés  | Eredmény | Nézők száma |
| ----------------- | --------------------------- | --------------------------------------- | --------- | -------- | ----------- |
| 1901. február 17. | Csömöri úti pálya, Budapest | első labdarúgó-bajnokság nyitómérkőzése | BTC – BSC | 4 – 0    | 300         |

## Sportvezetőként
Az Magyar Labdarúgó-szövetség (MLSZ) elnökség és a szövetségi alakulat egy-egy képviselőjéből összeállított igazgatói tanács 1901. február 4-i első értekezlete Speidl Zoltán titkár vezetésével kimondta, hogy hivatalos lapnak a Sport-Világot tekinti, vitás kérdésekben pedig ezentúl az angol ligaszabályzat lesz mérvadó.
1910-ben a Sporthírlap szorgalmazta az önálló bírótestület megalakítását, Oprée Rezső, Herczog Ede, ifj. Földessy János, Speidl Zoltán és Vida Henrik kidolgozta a testület alapszabály tervezetét és a kötendő kartell pontjait, de a testület megalakítását féltékenységből (nem tudnának beleszólni a bíróküldésbe) ismét elodázták.

## Írásai
1901–1905 között a Sport-Világ felelős szerkesztője, majd  főszerkesztője. Írásai 1899/1901 között az Egyetemi Lapokban, a Sport-Világban, 1902-ben az Ország-Világban, 1908-ban a Pesti Hírlapban, 1913-ban a Budapesti Hírlapban jelentek meg. Írásaiban legtöbbet az atlétikával foglalkozott.